# Chiesa di San Giovanni (Pienza)
La chiesa di San Giovanni è un edificio sacro che si trova a Pienza.
Si trova sotto l'abside del duomo. Conserva un fonte battesimale con motivi decorativi tipici del periodo rinascimentale. Murati ad una parete, alcuni reperti, rinvenuti durante i lavori di restauro nel 1932, provenienti dall'antica pieve romanica di Santa Maria demolita nel 1459 per far posto alla costruzione della nuova Cattedrale. Si evidenzia tra l'altro l'architrave, probabilmente del XII secolo, del portale con scene a bassorilievo tratte dall'Antico Testamento. Al di sotto si trovano le grandiose opere di sottofondazione della cattedrale.